# Congonhas
Die kleine Stadt Congonhas (auch Congonhas do Campo) ist eine Gemeinde im brasilianischen Bundesstaat Minas Gerais und liegt in einem weiten Tal 85 km südlich von Belo Horizonte. Ihre Entstehung verdankt sie Goldfunden am Rio Maranhão. Heute lebt sie hauptsächlich von Bergbau und Metallverarbeitung und vom Tourismus. Der Ort liegt 871 Meter über dem Meer und hat 43.071 Einwohner (2004). Das Gemeindegebiet umfasst 306,4 km².
Seit 1985 ist die Wallfahrtskirche Bom Jesus de Matozinhos mit den Skulpturen von Aleijadinho und den Kreuzwegkapellen Teil der UNESCO-Liste des Weltkulturerbe.

## Wallfahrtskirche
Das Santuário do Bom Jesus de Matozinhos wurde im Jahre 1758 auf dem Maranhão-Hügel oberhalb von Congonhas erbaut. Zu dem Ensemble gehören eine große Freitreppe und Kapellen mit Kunstwerken regionaler Künstler.
Aleijadinho schuf die zwölf lebensgroßen Statuen der Propheten aus Speckstein. Sie stehen vor der Kirche auf der Brüstung eines barocken Treppenaufgangs und am Rande einer Terrasse, von der man weit ins Land blicken kann. Sie halten mit dramatischer Bewegung Schriftrollen in ihren Händen, die sechs gute und sechs schlechte Botschaften verkünden. Vier der dargestellten Propheten zählen zu den christlichen Großen, die für je ein Buch ihres Namens stehen, und acht zu den so genannt Kleinen Propheten, die zusammen für die Schriften im Zwölfprophetenbuch stehen. Es sind dies die Großen Propheten:Jesaja, Jeremia, Ezechiel und Daniel und die Kleinen: Hosea, Jonas, Joel, Amos, Nahum, Abdia (Obadja) und Habakuk sowie Baruk, den Sekretär des Propheten Jeremia.

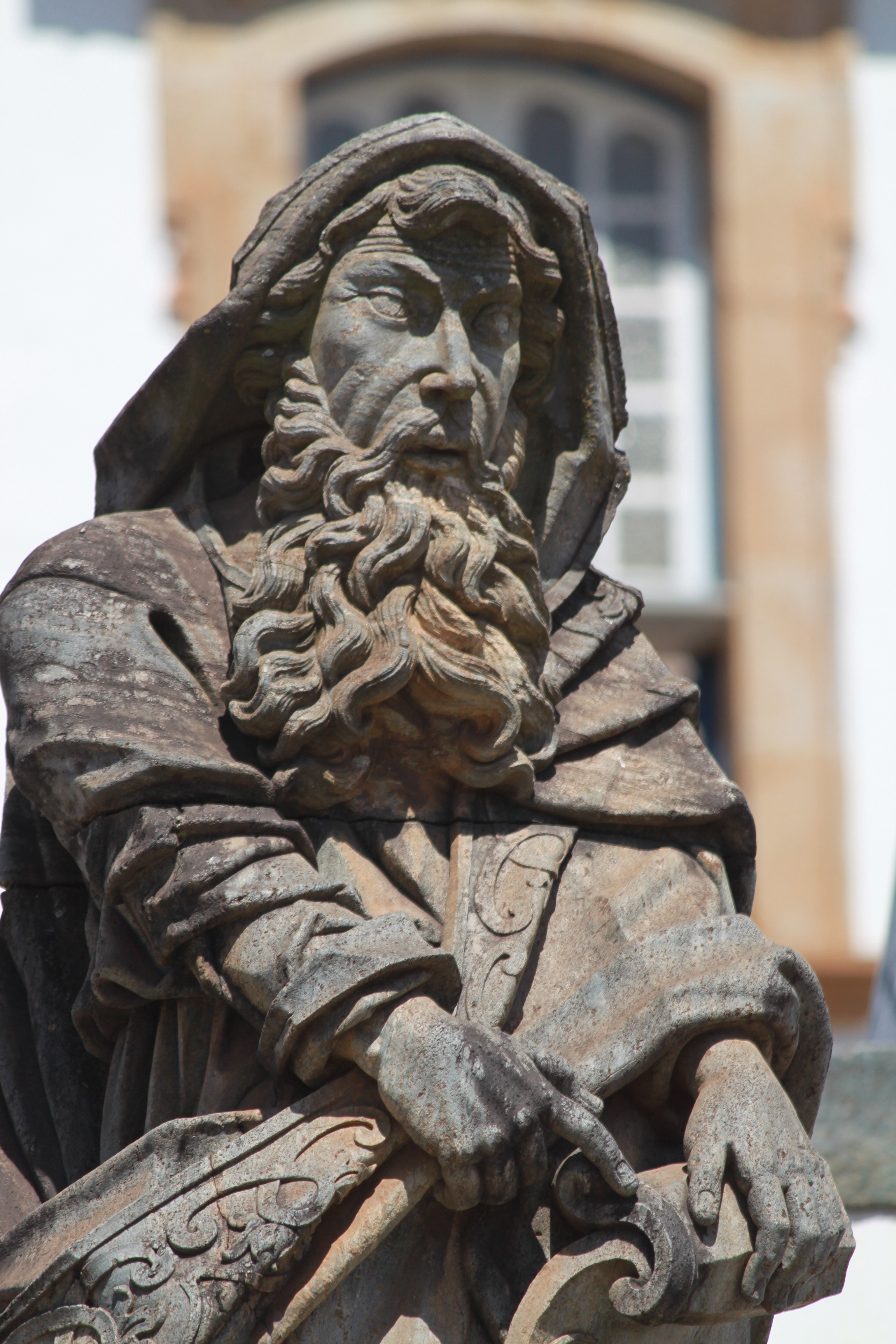
Isaias (Jesaia)
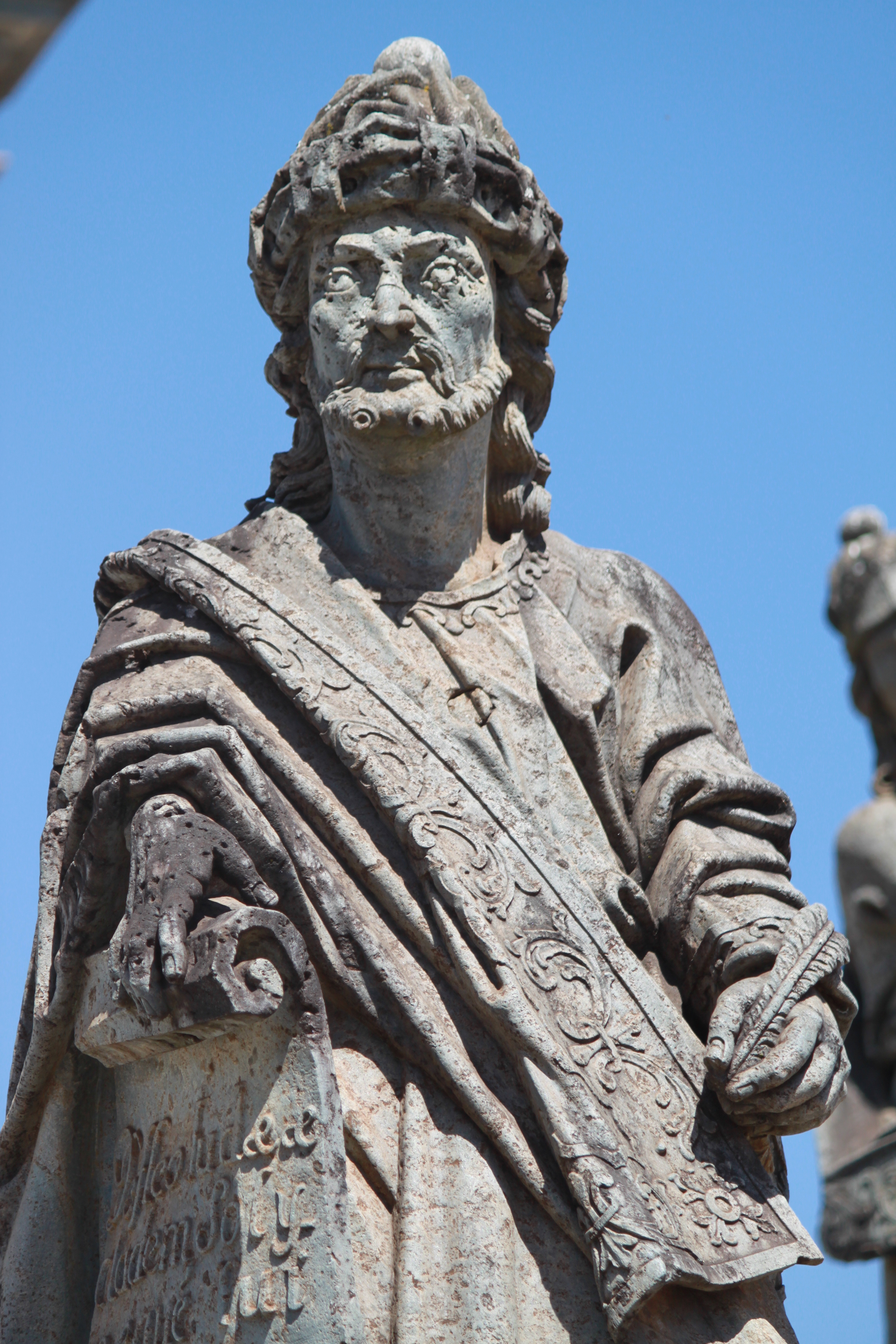
Jeremias
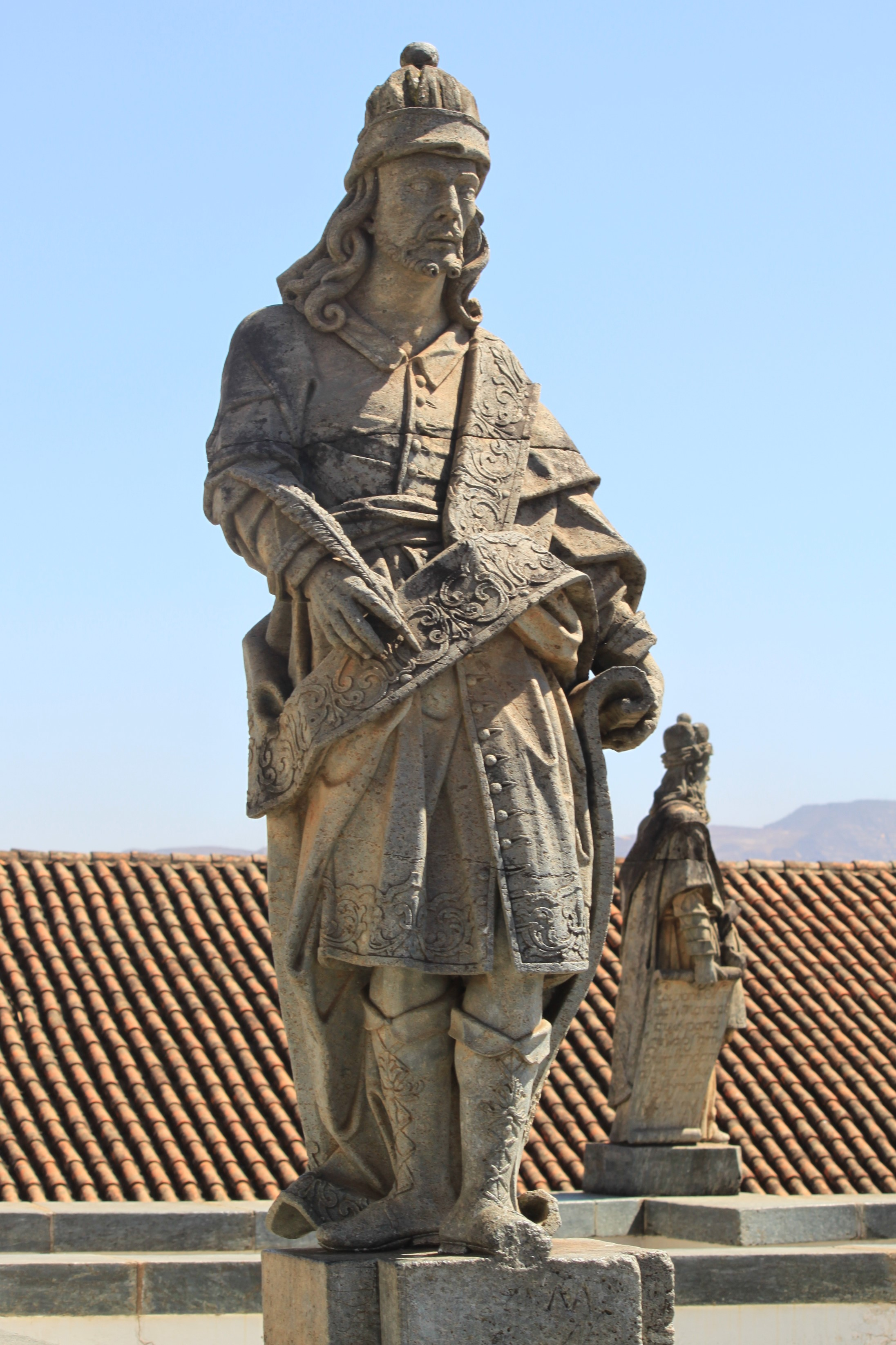
Hosea
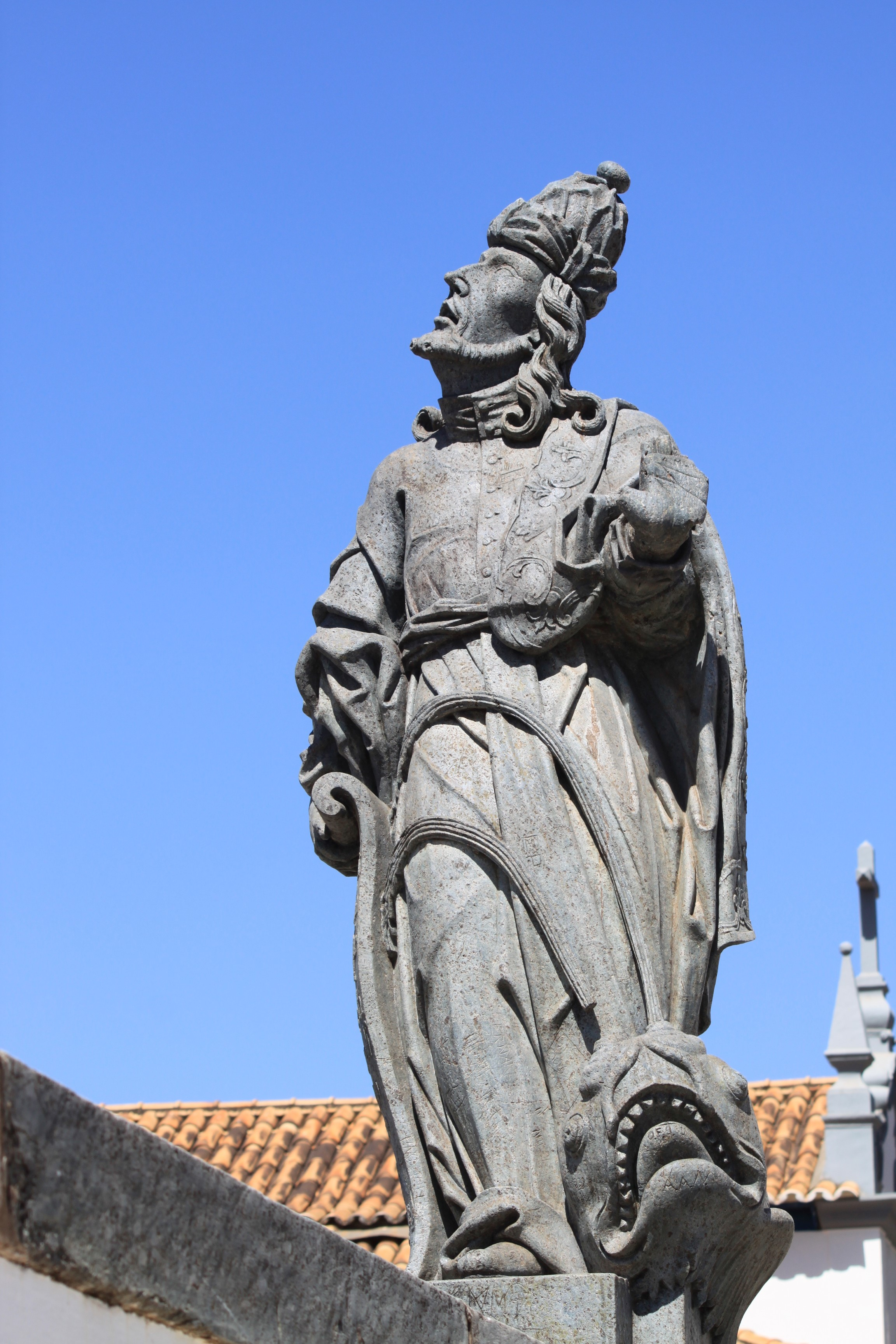
Jonas mit Walfisch

Neben Aleijadinhos Skulpturen enthält das Innere der Kirche auch Gemälde von Manuel da Costa Ataíde, einem ebenso berühmten Barockmaler.
Unterhalb der Kirche stehen in einem gepflegten Garten sechs kleine Kapellen, mit in Zedernholz geschnitzten Szenen aus der Passionsgeschichte:
Das letzte Abendmahl, Golgatha, Die Einkerkerung, Geißelung und Krönung, Der Kreuzweg und Die Kreuzigung. Auch sie wurden von Aleijadinho und seinen Schülern geschaffen. Ihr Ausdruck ist karikaturistisch: Die Folterknechte und Peiniger Jesu sind kleinwüchsig, sie haben krumme, lange Nasen und dumme, einfältige Gesichter.
Die Anlage ist wie eine Verkleinerung des portugiesischen Bom Jesus do Monte in Braga zu verstehen. Dort führt der Kreuzweg über eine Monumentaltreppe, die über 100 Meter Höhe überwindet, vorbei an 17 Kreuzwegkapellen und ist geschmückt mit zahlreichen Steinskulpturen, die sowohl Themen des Alten wie auch des Neuen Testaments darstellen.

## Weitere historische Bauwerke
- Die Igreja do Rosário, von Sklaven im 17. Jahrhundert erbaut,
- die Gemeindekirche Unserer Lieben Frau der Unbefleckten Empfängnis
- die Kirche São José

## Wirtschaft
Das Eisenerzbergbauunternehmen Ferrous Resources betreibt bei Congonhas die Viga-Mine.